# سور دومة الجندل
سور دومة الجندل يقع في الطرف الغربي من دومة الجندل التابعة لمنطقة الجوف شمال المملكة العربية السعودية، ويرتفع السور حوالي خمسة امتار وهو مبني من الحجر ويحيط بدومة الجندل القديمة بالكامل.

## الوصف
عو عبارة عن سور مبني من الحجارة يعود تاريخه إلى القرن الأول الميلادي، كان يستخدم لحماية أجزاء من دومة الجندل، وبعض أجزاء الموقع مدفونة تحت الرمال والبعض متهدم، يبلغ طول السور المتبقي حوالي 1000 متر، يحيط بالموقع من الشرق والغرب أملاك خاصة ومن الشمال ارض فضاء ومن الجنوب جبل البرج، السور مبني من الحجر على نفس النمط الذي بنيت به قلعة مارد القريبة منه، حيث توجد أسوار وأبراج مستطيلة الشكل لها فتحتان، وهذه الأبراج ملحقة بالسور المدعم بجدار من الطين من الداخل.
وعن سور دومة الجندل يقول ياقوت الحموي:
| سور دومة الجندل | فأما دومة فعليها سور يحصن به وفي داخل السور حصن منيع يقال له مارد وهو حصن أكيدر الملك بن عبد الملك بن عبد الحي بن أعيا بن الحارث بن معاوية بن خلاوة بن إمامة بن سلم بن شكامة بن شبيب بن السكون بن أشرس بن ثور بن عقير وكندة السكوني الكندي | سور دومة الجندل |